# Rakaposhi
Il Rakaposhi (Räkapoşi)(in lingua urdu: راکاپوشی / رَکی پُوشِہ) è una montagna della catena montuosa del Karakoram nel Gilgit-Baltistan, l'Entità Autonoma settentrionale del Pakistan.

## Descrizione
Il versante nord della montagna si trova nella Valle di Nagar circa 100 km a nord della città di Gilgit, il versante sud nella valle di Danyor e il versante est nella valle di Bagrot.
La catena montuosa del Rakaposhi ospita specie animali selvatiche come l'orso bruno e il lupo, oltre a specie in pericolo come la pecora di Marco Polo e il leopardo delle nevi.
Rakaposhi significa "muro splendente" nella lingua locale. Il Rakaposhi è anche conosciuto come Dumani ("Madre della Foschia"). Viene indicata come la 27ª vetta più alta della Terra e la 12ª più alta del Pakistan, ma è popolare più per la sua bellezza che per la sua elevazione.

## Ascensioni
La prima ascensione alla vetta compiuta da non nativi avvenne nel 1958 ad opera degli inglesi Mike Banks e Tom Patey, membri di una spedizione britannico-pakistana che seguì la via attraverso lo sperone di sudovest. Entrambi soffrirono di principi di congelamento durante la salita alla vetta effettuata il 25 giugno.
Un altro scalatore scivolò nel corso della discesa e morì durante la notte.
In precedenza erano stati compiuti molti altri tentativi infruttuosi per raggiungere la vetta. 
- Il primo evento registrato avvenne nel 1892, quando l'inglese Martin Conway esplorò il versante sud del Rakaposhi.[6]
- Nel 1938 M. Vyvyan e R. Campbell Secord fecero la prima ricognizione e salirono un picco di nordovest fino a 5800 m.
- Nel 1947 Secord ritornò con H.W. Tilman e due scalatori svizzeri (Hans Gyr e Robert Kappeler) salendo attraverso il ghiacciaio Gunti per lo sperone di sudovest raggiungendo ancora i 5800 m.
- Nel 1954 un gruppo dell'Università di Cambridge, guidato da Alfred Tissières, risalì lo sperone di sudovest raggiungendo i 6340 m. Anche una spedizione austro-tedesca guidata da Mathias Rebitsch provò a salire per la stessa via.
- Nel 1956 una spedizione anglo-americana, guidata da Mike Banks, raggiunse i 7163 m salendo per la cresta sudovest, sopra il ghiacciaio Gunti.[6]